# El Rosario, Ayotlán
El Rosario är en ort i Mexiko.   Den ligger i kommunen Ayotlán och delstaten Jalisco, i den centrala delen av landet, 300 km väster om huvudstaden Mexico City. El Rosario ligger 1 610 meter över havet och antalet invånare är 252.
Terrängen runt El Rosario är huvudsakligen kuperad, men åt sydost är den platt. El Rosario ligger nere i en dal. Runt El Rosario är det ganska tätbefolkat, med 70 invånare per kvadratkilometer. Närmaste större samhälle är Degollado, 12,7 km öster om El Rosario. I omgivningarna runt El Rosario växer huvudsakligen savannskog.